# Berrya africana
Berrya africana är en malvaväxtart som först beskrevs av Maxwell Tylden Masters, och fick sitt nu gällande namn av André Joseph Guillaume Henri Kostermans. Berrya africana ingår i släktet Berrya och familjen malvaväxter. Inga underarter finns listade i Catalogue of Life.